# East Galena Township
Die East Galena Township ist eine von 23 Townships im Jo Daviess County im äußersten Nordwesten des US-amerikanischen Bundesstaates Illinois.

## Geografie
Die East Galena Township liegt im Nordwesten von Illinois am Mississippi, der die Grenze zu Iowa bildet. Der nordwestliche Grenze der Township wird vom Galena River gebildet. Die Grenze zu Wisconsin befindet sich rund 20 nördlich der Township.
Die East Galena Township liegt auf 42°24′41″ nördlicher Breite und 90°23′30″ westlicher Länge und erstreckt sich über 60,65 km², die sich auf 60,25 km² Land- und 0,4 km² Wasserfläche verteilen.
Die East Galena Township grenzt innerhalb des Jo Daviess County im Norden an die Council Hill Township, im Osten an die Guilford Township, im Südosten an die Elizabeth Township, im Süden die Rice Township, im Westen an die West Galena sowie die Rawlins Township und im Nordwesten an die Vinegar Hill Township.

## Verkehr
Durch die East Galena Township führt der den Illinois-Abschnitt der Great River Road bildende U.S. Highway 20, der hier auf der gleichen Strecke wie der Illinois Highway 84 verläuft. Daneben gibt es in der Township eine Reihe von teils unbefestigten County Roads sowie weitere untergeordnete Straßen.
Eine Bahnlinie der BNSF Railway, die parallel zum gesamten Mississippi verläuft, führt durch die Südwestecke der Township.
Die nächstgelegenen Flugplätze sind der rund 40 km westlich in Iowa gelegene Dubuque Regional Airport und der rund 35 km nördlich in Wisconsin gelegene Platteville Municipal Airport.

## Bevölkerung
Bei der Volkszählung im Jahr 2010 hatte die Township 1283 Einwohner.
Die Bevölkerung der Township konzentriert sich auf die südöstlich des Galena River gelegenen Stadtteile von Galena.